# Movileni (gmina w okręgu Jassy)
Movileni – gmina w Rumunii, w okręgu Jassy. Obejmuje miejscowości Iepureni, Larga-Jijia, Movileni i Potângeni. W 2011 roku liczyła 3278 mieszkańców.